# Korom-tető
A Korom-tető egy 527 méteres hegy a Zempléni-hegységben, Füzérradvány településen. A hegy az országhatár közelében fekszik. A hegyen bányászati terület található.